# Métro léger de Norfolk
Le Métro léger de Norfolk (ou Tide Light Rail) est le réseau de métros légers de la ville de Norfolk (Virginie), aux États-Unis. Ouvert le 19 août 2011, il comporte une unique ligne et 11 stations.